# Сирене (франшиза)
Сирене, познато и као Принцезе сирене (јап. マーメイドメロディーぴちぴちピッチ), јапанска је шоџо манга и аниме серија коју је написала Мичико Јокоте, а илустровала Пинк Ханамори. Манга је првобитно објављивана у месечној манга антологији Nakayoshi. Постоје 32 поглавља (укључујући и две посебне приче), сакупљена у седам томова.
Анимирана серија је у продукцији ТВ Аичија. Прва сезона, која се састоји од 52 епизоде, је приказана на ТВ Токију од 5. априла 2003. године до 27. марта 2004. године. Друга сезона трајала је 39 епизода и емитована је од 3. априла до 25. децембра 2004. године.
ADV films стекли су лиценцу за емитовање серије јуна 2004. године по Северној Америци, али је на крају уговор пропао. Од 2009. године серија је потпуно синхронизована, али дозволу и даље поседује TV Aichi. Иако аниме није од тада поново лиценциран за америчку дистрибуцију, Del Rey Manga је стекао права за објављивање манге у Северној Америци.
У Србији је серија приказивана од 9. септембра 2010. до 29. марта 2011. године на каналу Ултра, синхронизована на српски језик. Касније, након премијере на каналу Ултра, приказивала се прва сезона серије на каналу Хепи кидс. Серија се касније приказивала на каналу Декси ТВ. Дистрибуцију је радило предузеће Luxor Co. и синхронизацију студио Loudworks. Иако је званично име серије Сирене, често се на телевизији и роби налази и име Принцезе сирене. Током приказивања, серија је била огроман хит у Србији.

## Радња
Луција, принцеза сирена Северног Пацифика, бежи на површину због напада на њено краљевство, надајући се да ће да пронађе своју љубав, дечка ког је спасила од бродолома. На крају га проналази, Каита Домота. Али пошто њен људски облик, Луција Нанами, има мало сличности са њеним обликом сирене, Каито је не може препознати. Она не сме да му каже да је сирена, јер ће се у супротном претворити у морску пену. За време њеног боравка на површини, покушава да пронађе начин да Каито схвати њен прави идентитет.
У међувремену Луција добија задужење да сакупи осталих шест принцеза сирена и њихове бисере да би призвале легендарну богињу, Аква Реџину, да би могла да заустави нападе злих морских вила. Да би испунила мисију, удружује се са Хенон и Рином, принцезама сиренама које су такође изашле на површину. Оне користе своје бисере, претварају се у певачице и користе своје гласове као јаку моћ, а то им помаже да победе сваког непријатеља.

## Медији

### Манга
Оригинална манга, коју је написала Мичико Јокоте и илустровала Пинк Ханамори, започела је серијализацију током септембра 2002. године у издању часописа Nakayoshi. Постоји укупно 32 поглавља, са последњим који је објављен у издању часописа из априла 2005. године. Манга је сврстана у седам танкобона, од којих су првих шест садржали по пет поглавља, док је последњи садржао два. Објављивани су од 20. марта 2003. до 30. априла 2005. године.
Del Rey Manga је стекла права до објави мангу у Северној Америци. Манга је у Америци почела са издавањем од априла 2006. године, и стекла локализовани назив: Pichi Pichi Pitch: Mermaid Melody. Енглески превод манге је објављиван од 25. априла 2006. до 30. октобра 2007. године. Седам делова, укључујући и последња два поглавља, садрже још два дела из друге манге.
| Том | Том | Поглавља |
| --- | --- | -------- |
|     | 1   | 5        |
|     | 2   | 5        |
|     | 3   | 5        |
|     | 4   | 5        |
|     | 5   | 5        |
|     | 6   | 5        |
|     | 7   | 2        |

### Аниме
| Сезона | Сезона | Епизоде | Премијерно приказивање (Јапан) | Премијерно приказивање (Јапан) | Премијерно приказивање (Србија) | Премијерно приказивање (Србија) |
| Сезона | Сезона | Епизоде | Прва епизода                   | Последња епизода               | Прва епизода                    | Последња епизода                |
| ------ | ------ | ------- | ------------------------------ | ------------------------------ | ------------------------------- | ------------------------------- |
|        | 1      | 52      | 5. април 2003.                 | 27. март 2004.                 | 9. септембар 2010.              | 19. новембар 2010.              |
|        | 2      | 39      | 3. април 2004.                 | 25. децембар 2004.             | 2. фебруар 2011.                | 29. март 2011.                  |

## Улоге
| Улога             | Оригинални глас     | Српски глас             |
| ----------------- | ------------------- | ----------------------- |
| Луција Нанами     | Асуми Наката        | Александра Ристовић     |
| Хенон Хошо        | Хитоми Теракадо     | Јелена Ђорђевић Поповић |
| Рина Тоин         | Мајуми Асано        | Андријана Оливерић      |
| Карен Аиро        | Ема Когуре          | Александра Младеновић   |
| Ноел Аиро         | Ријоко Нагата       | Јелена Стојиљковић      |
| Коко Синари       | Сатоми Араи         | Наташа Балог            |
| Сара Хикари       | Кана Уеда           | Мариана Аранђеловић     |
| Сеира Хикари      | Ери Китамура        | Јелена Ђорђевић Поповић |
| Каито Домото      | Даисуке Кишио       | Милан Антонић           |
| Хипо              | Мијако Ито          | Ивана Александровић     |
| Хипокампус        | Мијако Ито          | Марко Марковић          |
| Никора Нанами     | Ери Саито           | Ивана Александровић     |
| Мадам Таки        | Куми Јамакадо       | Јелена Стојиљковић      |
| Таро Мицуки       | Даисуке Кири        | Михаило Лаптошевић      |
| Микару Амаги      | Ријоко Шинтани      | Ивана Александровић     |
| Лихт Амаги        | Такахиро Мицушијама | Марко Марковић          |
| Масахиро Хамасаки | Киотака Фурушијама  | Марко Марковић          |
| Нагиса Шираи      | Чихиро Кусака       | Даниел Сич              |
| Гаиде             | Даисуке Кишио       | Михаило Лаптошевић      |
| Изуре             | Сајори Ишизука      | Мариана Аранђеловић     |
| Ерил              | Јуки Мацуока        | Ивана Александровић     |
| Јури              | Чијеко Хонда        | Јелена Стојиљковић      |
| Марија            | Санае Кобајаши      | Јелена Стојиљковић      |
| Шеше              | Мики Шучија         | Александра Младеновић   |
| Мими              | Норико Шитаја       | Мариана Аранђеловић     |
| Микел             | Џунко Минагава      | Марко Марковић          |
| Фуку-чан          | Санае Кобајаши      | Андријана Оливерић      |
| Лејди Бет         | Санае Кобајаши      | Андријана Оливерић      |
| Лануа             | Мегуми Коџима       | Јелена Стојиљковић      |
| Мале Лануе        | Мегуми Коџима       | Андријана Оливерић      |
| Арара             | Масајо Курата       | Мариана Аранђеловић     |
| Аква Реџина       | Куми Јамакадо       | Мариана Аранђеловић     |
| Меру              | Ема Когуре          | Мариана Аранђеловић     |
| Момо              | Наоми Вакабајаши    | Јелена Ђорђевић Поповић |
| Маки              | Кеиџин Окуда        | Михаило Лаптошевић      |
| Ишибаши           | Ацуши Кисаичи       | Владан Милић            |
| Макото            | Чихиро Кусака       | Милош Ђуричић           |
| Господар          | Хаџиме Иџима        | Марко Марковић          |

## Песме
Песме у серији се не користе само као уводна и завршна шпица, већ се користе и као песме које сирене певају у току битке са злим морским вилама. У свакој епизоди се појави макар једна од следећих песама: Предивна жеља, Сећања, Дубоко море, Експлозија мелодије, Киша смарагда, Моћ сирена, Мој сан, Мрачно искушење, Нова љубав, Песма о љубави, Плаво небо, Сунчана јутра, Заједнички сан, Звездана светлост итд. У Србији је и издат DVD са песмама из прве сезоне.
У српској синхронизацији, Јури, Хипо, Микару и Микел имају исти глас и у дијалозима и у песмама, а све остале песме изводе: Александра Бијелић Алексијевић, Марија Михајловић, Ивана Александровић, Андријана и Нела.